# Сент Џонс (Саба)
Сент Џонс (енгл. St. Johns) је најмање насеље на острву Саба, које је у саставу Карипске Холандије у Карипском мору. Насеље је смештено на планини Скенери. Становништво је малобројно, свега 186 особе по подацима из 2001.